# Klavdija Kutnar
Klavdija Kutnar, née le 23 décembre 1980, est une mathématicienne slovène.

## Biographie
Klavdija Kutnar nait le 23 décembre 1980 à Ljubljana, en Slovénie. Elle est diplômée de l'Université de Ljubljana en 2003 et obtient en 2008 son doctorat en mathématiques à l'Université du Littoral sous la direction de Dragan Marušič (en). De 2010 à 2012, elle dirige le département de mathématiques de l'Institut Andrej Marušič de l'Université du littoral (UP IAM). En 2012, elle est élue doyenne de la Faculté de mathématiques, de sciences naturelles et de technologies de l'information de l'Université du littoral (UP FAMNIT) et depuis 2015, elle est également directrice adjointe de l'UP IAM. En 2018, elle obtient les titres de conseillère de recherche et de professeure titulaire en mathématiques à l'Université du Littoral. En 2019, elle est élue quatrième recteur de l'Université du littoral.
Kutnar est membre du comité de rédaction de la revue Ars Mathematica Contemporanea depuis 2016, dont elle est rédactrice en chef depuis 2018. Elle est également membre des comités de rédaction du Bulletin of the Institute of Combinatorics and its Applications and Algebraic Combinatorics, et rédactrice en chef de la revue scientifique ADAM – The Art of Discrete and Applied Mathematics.
Elle est vice-présidente du comité d'organisation du 8e Congrès européen de mathématiques en 2021 et membre du comité consultatif international du Congrès international des mathématiciens 2022.
Elle est membre fondateur et secrétaire de la Société slovène de mathématiques discrètes et appliquées. Depuis 2017, elle est membre du Conseil de l'InnoRenew CoE (Centre d'excellence pour la recherche et l'innovation dans le domaine des matériaux renouvelables et d'un environnement de vie sain), et responsable du projet d'investissement « Centre d'excellence de recherche et d'innovation sur les matériaux renouvelables et les environnements sains – InnoRenew CoE » à l'UP FAMNIT.
En 2017, Kutnar est nommée par le ministre dans le groupe de travail chargé de soutenir le projet de financement de l'enseignement supérieur en Slovénie. Elle est également membre du Conseil de la République de Slovénie pour les prix et récompenses récompensant des réalisations exceptionnelles dans les domaines de la science, de la recherche et du développement.
En 2019, elle devient présidente du Conseil de la République de Slovénie pour l'enseignement supérieur.
Klavdija Kutnar a une sœur jumelle, Andreja, qui a reçu le prix Zois 2018 pour ses réalisations scientifiques importantes dans le domaine de la science du bois et qui est directrice de l'InnoRenew CoE.

## Recherches
Le principal domaine de recherche de Kutnar est la théorie algébrique des graphes. Au début de sa carrière de chercheuse, elle a également travaillé en chimie mathématique. Elle est connue pour sa contribution à l'étude des propriétés structurelles de familles particulières de graphes symétriques et en particulier, pour son rôle dans le développement de la méthode originale d'intégration de graphes sur des surfaces pour résoudre des cas particuliers de la conjecture de Lovász (en) : le problème de la recherche de chemins et de cycles hamiltoniens dans les graphes vertex-transitifs et de Cayley. 
Elle est membre du programme de recherche P1-0285, financé par l'Agence slovène de recherche et d'innovation (ARIS) et dirigé par Dragan Marušič. En 2018, elle est la première mathématicienne slovène à obtenir un projet de recherche fondamentale financé par l'ARIS (J1-9110).

## Publications
- HH Glover, K. Kutnar, A. Malnič et D. Marušič, Hamilton cycles in (2, odd, 3)-Cayley graphs, Proc. Mathématiques de Londres. Soc. , 104 (numéro 6) (2012), 1171–1197, doi:10.1112/plms/pdr042.
- K. Kutnar et D. Marušič, Hamilton paths and cycles in vertex-transitive graphs - current directions, Discrete Math. 309 (numéro 17) (2009), 5491–5500, doi:10.1016/j.disc.2009.02.017.
- K. Kutnar et D. Marušič, A complete classification of cubic symmetric graphs of girth 6, J. Combin. Theory Ser B 99  (numéro 1) (2009), 162–184, doi : 10.1016/j.jctb.2008.06.001.
- K. Kutnar et D. Marušič, Odd extensions of transitive groups via symmetric graphs – the cubic case, J. Combin. Theory, Ser. B 136 (2019) 170–192, doi.org/10.1016/j.jctb.2018.10.003.
- K. Kutnar, Conférence plénière à la conférence G2 2016, Novossibirsk, Russie Sur les automorphismes préservant la couleur des graphes de Cayley